# Magny-le-Freule
Magny-le-Freule är en kommun i departementet Calvados i regionen Normandie i norra Frankrike. Kommunen ligger i kantonen Mézidon-Canon som ligger i arrondissementet Lisieux. År 2018 hade Magny-le-Freule 335 invånare.

## Befolkningsutveckling
Antalet invånare i kommunen Magny-le-Freule
Referens: INSEE